# Nikoletta Szőke

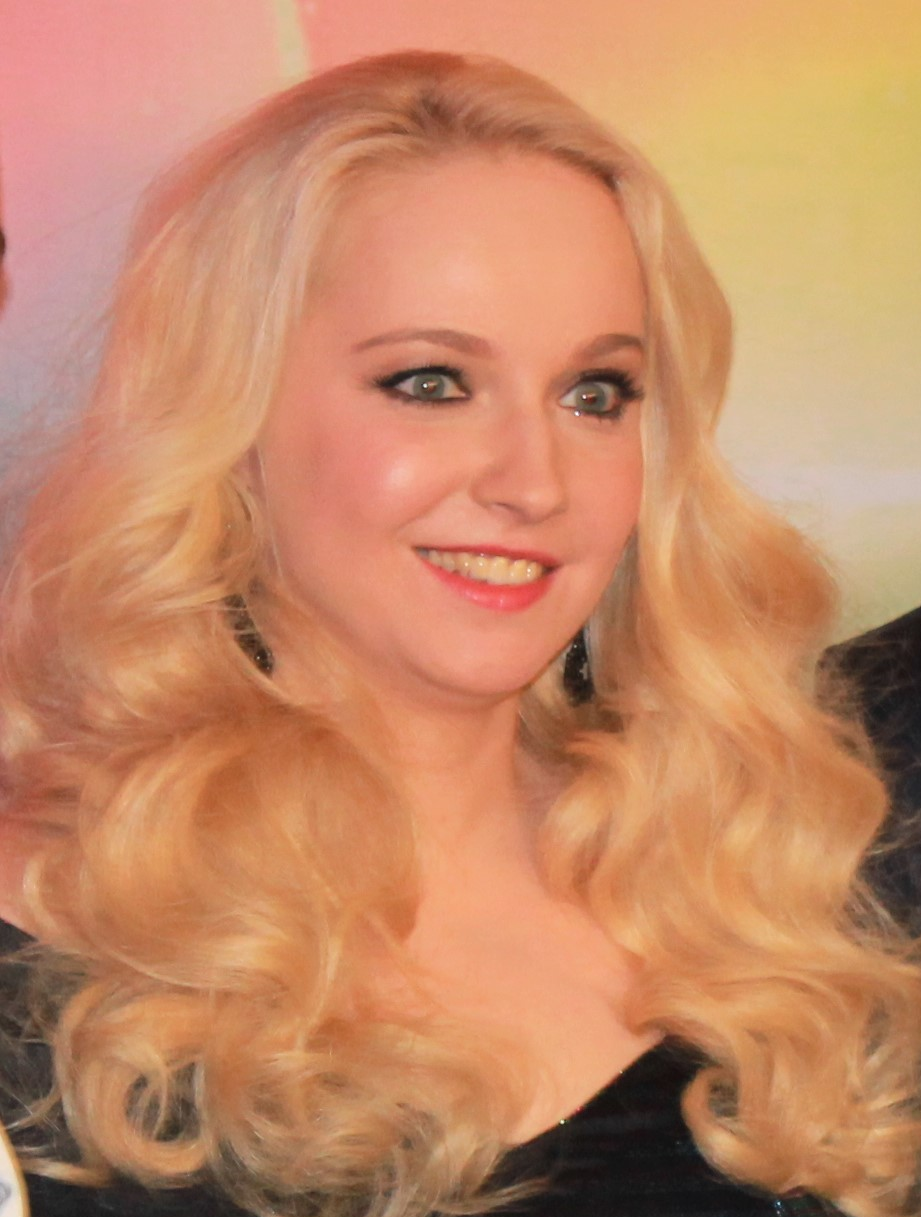
Nikoletta Szőke (2018)

Nikoletta Szőke (* 8. Mai 1983 in Zalaegerszeg) ist eine ungarische Jazzsängerin.

## Leben und Wirken
Szőke wuchs in einer Musikerfamilie auf. Sie war vier Jahre alt, als sie mit ihr nach Budapest zog. Mit einer Musikausbildung begann sie erst nach dem Abitur und nahm im Januar 2002 Unterricht bei dem Jazzsänger Gábor Winand. Bereits ein halbes Jahr später trat sie in einer Übertragung aus dem ungarischen Hörfunk auf. Daneben machte sie eine Ausbildung zur Außenhandelskauffrau und begann dann, an der Fakultät für Geisteswissenschaften der Eötvös-Loránd-Universität zu studieren, bevor sie ihr Studium nach einem Jahr unterbrach. Im Januar 2005 begann sie mit klassischem Gesangsunterricht bei Júlia Bikfalvy. Im Juli 2005 gewann sie den ersten Preis bei der Shure Montreux Jazz Voice Competition in Montreux und dessen Publikumspreis. In der Folge hatte sie 2006 mehrere Auftritte in New York.
Im Oktober 2008 erschien Szőkes Debütalbum Golden Earrings bei Gramy Records; im Januar 2009 erhielt sie einen Vertrag beim japanischen Label Atelier Sawano, das nicht nur ihr zweites Album A Song for You veröffentlichte, sondern auch ihr Debüt auf dem japanischen Markt. Die beiden Alben waren in Japan so erfolgreich, dass sie im Mai 2009 auch in den Vereinigten Staaten veröffentlicht wurden und eine Vertragsverlängerung folgte. 2010 gastierte sie mit ihrem Szőke Nikoletta Quartett für sechs Konzerte im Cotton Club in Tokio. Im August 2010 trat sie bei einem Konzert in Budapest mit Bobby McFerrin auf. Weitere Alben folgten sowie Auftritte mit Michel Legrand, Kurt Elling und Gregory Hutchinson. Mit Attila Kökény und Róbert Szakcsi Lakatos nahm sie bei A Dal 2018 teil. 2023 war sie in einer Allstar-Formation mit Kornél Fekete-Kovács, Attila László, József Barcza Horváth und Elemér Balázs eine der Attraktionen beim ungarischen Jazztag.

## Diskographische Hinweise
- Golden Earrings (2008, Gramy Records)
- A Song for You (2009, Atelier Sawano)
- My Song (2010, Atelier Sawano)
- Shape of My Heart (2011, Atelier Sawano)
- Inner Blaze (2012, Atelier Sawano)
- I Thought About You (2015, Gats)
- Moonglow (2017, Noord)